# Debbi Peterson
Deborah Mary Peterson alias Debbi Peterson est une musicienne américaine, née le 22 août 1961 à Los Angeles (Californie).

## Biographie
En 1981, elle fonda le groupe The Bangles avec sa sœur Vicki et Susanna Hoffs.
Debbi occupait la fonction de batteuse du groupe.